# Seoane de Arriba (Viana del Bollo)
Seoane de Arriba es un lugar situado en la parroquia de Solveira, del municipio español de Viana del Bollo, en la provincia de Orense, Galicia.

## Toponimia
El topónimo deriva del latín Sanctu(m) Iohanne(m), San Juan.

## Demografía
| Gráfica de evolución demográfica de Seoane de Arriba entre 2000 y 2023 |
|                                                                        |
| Datos según el nomenclátor publicado por el INE.                       |

 pueblo gallego